# El derecho de nacer (telenovela de 1966)
El derecho de nacer fue una telenovela mexicana de 1966 producida por Ernesto Alonso para Telesistema Mexicano (hoy Televisa). Protagonizada por María Rivas y Guillermo Zetina, coprotagonizada por Jacqueline Andere y Enrique Lizalde, con las participaciones antagónicas de Enrique Rambal y Chela Castro, además de las actuaciones estelares de Anita Blanch, Eusebia Cosme y Germán Robles. Fue la primera versión para la televisión mexicana de este clásico cubano posteriormente se hicieron dos versiones más conservando el mismo nombre en 1981 producida de nuevo por Ernesto Alonso y en 2001 producida por Carlos Sotomayor.

## Sinopsis
El derecho de nacer, que está ambientada en Cuba en los años cincuenta, Cuenta la historia de María Elena del Junco, hija de una de las familias más respetadas de La Habana. María Elena tiene amoríos con Alfredo, un hombre que llega a la ciudad y la deja embarazada. La joven le confiesa lo sucedido a su madre, doña Clemencia; esta se lo cuenta a su esposo, Don Rafael del Junco, quien se pone furioso y para que nadie se entere de lo ocurrido se lleva a María Elena junto a su nana negra, María Dolores Limonta, a una hacienda que posee en el campo hasta que nazca el bebé, que resulta ser un varón.
Después del parto, don Rafael le encarga a Bruno, su capataz, que se lleve al bebé y lo mate, pero María Dolores se interpone y le pide que no mate al niño. Ante la negativa de Bruno, ella le propone otra solución: ella se llevará al bebé y jamás volverán a saber de ellos. Bruno acepta el trato y más tarde informa a Don Rafael de que mató al niño y también a María Dolores para eliminar testigos. Cuando María Elena se da cuenta de que su hijo no está, se enfrenta a su padre, pero él le cuenta lo que le dijo Bruno y luego se la lleva consigo de regreso a la capital. Al mismo tiempo, María Dolores se va con el niño, al que pone por nombre Alberto, a un pueblo de la costa.
María Elena, sumida en una gran tristeza por no tener a su hijo, decide entrar en un convento y se convierte en monja. Por su parte, su malvada hermana, Matilde, que siempre la ha envidiado, se casa y tiene una hija, Isabel Cristina.
Pasan los años, el pequeño Alberto crece y se muda con su Mamá Dolores a la capital, pues desea estudiar Medicina. Tiempo después, Don Rafael del Junco es ingresado en el mismo hospital donde trabaja Alberto. El anciano necesita una transfusión de sangre; afortunadamente, Alberto tiene su mismo tipo de sangre, lo que le salva la vida. Poco después, Alberto conoce a la familia de su paciente. Todos le están muy agradecidos por haber salvado al anciano; entre ellos Isabel Cristina, de la que se enamora.
Una vez recuperado, don Rafael va a pasear al mercado, donde ve a una anciana negra muy parecida a su antigua sirvienta; sin que ella se dé cuenta, la sigue hasta su casa. Al verse frente a frente, ambos se reconocen de inmediato; don Rafael no puede creer que María Dolores esté viva. Esta, furiosa, le reprocha lo que él mandó a hacer a Bruno y le revela que Alberto es su nieto.
Don Rafael se marcha lleno de remordimientos y sufre un derrame cerebral al llegar a su casa. La familia llama inmediatamente al doctor Limonta para que lo atienda; don Rafael se recupera, pero pierde el habla. Afortunadamente, meses más tarde, don Rafael recupera el habla y le confiesa la verdad a su hija, sor Elena. Al final, Alberto e Isabel Cristina se casan.

## Reparto
- María Rivas: María Elena del Junco
- Enrique Rambal: Rafael del Junco
- Enrique Lizalde: Alberto Limonta
- Anita Blanch: Clemencia del Junco
- Eusebia Cosme: María Dolores Limonta
- Chela Castro: Matilde del Junco
- Germán Robles: Ricardo
- Jacqueline Andere: Isabel Cristina
- Manolo García: Alfredo
- Guillermo Zetina: Jorge Luis Armenteros
- Irma Lozano: Anita
- Miguel Maciá: Don Pepe
- Chela Nájera: Asunción
- Juan Antonio Edwards: Alberto Limonta (niño)
- Julia Marichal
- Rogelio Guerra

## Otras versiones

### Televisión
- El derecho de nacer, telenovela cubana de 1952, adaptación de la radionovela de 1948 y protagonizada por Salvador Levy, Violeta Jiménez y Carlos Badia.

- El derecho de nacer, telenovela puertorriqueña producida en 1959 y protagonizada por Helena Montalban y Braulio Castillo.

- El derecho de nacer, telenovela ecuatoriana producida en 1960, una de las primeras telenovelas en dicho país.

- El derecho de nacer, telenovela peruana de 1962.

- O direito de nascer, telenovela brasileña producida por Rede Tupi en 1964 y protagonizada por Amilton Fernandes y Nathalia Timberg.

- O direito de nascer, telenovela brasileña producida por Rede Tupi en 1978 y protagonizada por Eva Wilma y Carlos Alberto Strazzer.

- O direito de nascer, telenovela brasileña producida por SBT en 2001 y protagonizada por Guilhermina Guinle y Jorge Pontual.

- El derecho de nacer, telenovela venezolana producida por RCTV en 1965 y protagonizada por Raúl Amundaray y Conchita Obach.

- El derecho de nacer, telenovela producida en 1981 y protagonizada por Verónica Castro y Salvador Pineda ambientada en el México de los años 50.

- El derecho de nacer. Tercera Versión; fue producida por Carlos Sotomayor en 2001 y fue protagonizada por Kate del Castillo y Saúl Lisazo.

### Cine
- El derecho de nacer. Estrenada en 1952, dirigida por Zacarías Gómez Urquiza y protagonizada por Jorge Mistral, Gloria Marín y Martha Roth.
- El derecho de nacer. Estrenada en 1966, dirigida por Tito Davison y protagonizada por Aurora Bautista, Julio Alemán y Maricruz Olivier.